# علي سليمان الأسد
علي سليمان الأسد المولود باسم علي سليمان أحمد إبراهيم سليمان الوحش (1875 – 1963) كان قياديًا علويًا في اللاذقية ووالد الرئيس السوري الأسبق حافظ الأسد.

## النشاط السياسي
كان علي الأسد أحد الموقعين على رسالة تحمل الرقم 3547 والموجهة إلى رئيس الوزراء الفرنسي ليون بلوم في 15 يونيو 1936، والتي ناشدت الفرنسيين عدم التخلي عن سوريا. ومع ذلك، يقول المؤرخ ستيفان وينتر أن هذه الرسالة مزورة. ومما جاء في هذه الرسالة المتنازع عليها على ما يلي:
«بمناسبة المفاوضات الجارية بين فرنسا وسوريا، يشرفنا نحن القادة العلويين في سوريا، أن نلفت انتباهكم وانتباه حزبكم إلى النقاط التالية:
- الشعب العلوي حافظ على استقلاله عاماً بعد عام، بالغيرة والتضحيات الكبيرة من أرواحه. وهم أناس يختلفون في معتقداتهم الدينية وتقاليدهم وتاريخهم عن أهل السنة المسلمين، ولا يخضعون أبداً لحكم المدن الداخلية.
- يرفض العلويون الارتباط بسوريا المسلمة، لأن الإسلام يعتبر الدين الرسمي للبلاد. وفي الدين الإسلامي يعتبر الشعب العلوي كفاراً. لذا نلفت انتباهكم إلى ما ينتظر العلويين من مصير مخيف وفظيع، إذا أُجبروا على أن يكونوا جزءاً من سوريا عند انتهاء الانتداب، وعندما تصبح القوانين المشتقة من الدين في وضع يسمح بتطبيقها.
- إن منح استقلال سوريا وإلغاء الانتداب سيكون مثالاً قوياً على المبادئ الاشتراكية في سوريا، لكن هذا الاستقلال المطلق يعني سيطرة بعض العائلات المسلمة على الشعب العلوي في كيليكيا، إسكندرون [في عام 1939 انفصلت لواء إسكندرون عن سوريا وأصبحت جزءًا من تركيا] وجبال النصيرية. إن وجود برلمان وحكومة دستورية لا يخلق الحرية الفردية. الحكم البرلماني مزيف وليس له قيمة. في الواقع، يختبئ تحت جلده نظام يهيمن عليه التعصب ضد الأقليات الدينية. هل يريد القادة الفرنسيون تمكين المسلمين ضد الشعب العلوي لرميهم [العلويين] في أحضان البؤس؟
- إن روح الكراهية والتعصب المتأصلة في قلوب المسلمين العرب ضد كل ما هو غير مسلم يغذيها الدين الإسلامي على الدوام. وليس هناك أمل في أن يتغير الوضع أبدا. ولذلك فإن إلغاء الانتداب سيعرض الأقليات في سوريا لمخاطر الموت والإبادة، بغض النظر عن أن هذا الإلغاء سيؤدي إلى القضاء على حرية الفكر والمعتقد. وهنا نرى اليوم كيف أجبر مواطنو دمشق المسلمون اليهود الذين يعيشون بينهم على التوقيع على وثيقة يتعهدون فيها بعدم إرسال الطعام إلى إخوانهم اليهود المنكوبين في فلسطين. إن الوضع اليهودي في فلسطين دليل واضح وملموس على أهمية المسألة الدينية عند العرب المسلمين تجاه كل من لا ينتمي إلى الإسلام. إن هؤلاء اليهود الطيبين الذين جاؤوا العرب المسلمين بالسلام والحضارة، ونشروا على أرض فلسطين المال والرفاهية الإيجابية، لم يتركوا أثر أذى على أحد، ولم يأخذوا شيئا بالقوة. إلا أن المسلمين أعلنوا "الحرب المقدسة" ضدهم، ولم يترددوا في ذبح أطفالهم وزوجاتهم، رغم الوجود الفرنسي والإنجليزي في فلسطين وسوريا. ولذلك فإن المصير الأسود ينتظر اليهود والأقليات الأخرى في حال إلغاء الانتداب، وتوحيد المسلمين السوريين مع المسلمين الفلسطينيين وهذا التوحيد هو الهدف الأسمى للمسلمين العرب.»

تمتدح الرسالة اليهود في فلسطين، وتدرجهم ضمن الفئات التي يضطهدها المسلمون. من المحتمل أن هذا الجانب من الرسالة لم يكن صادقًا، بل كان المقصود منه استرضاء ليون بلوم رئيس الوزراء الفرنسي الذي وجهت إليه الرسالة والذي كان يهوديًا.
في 31 أغسطس 2012، أستشهد الممثل الدائم لفرنسا لدى الأمم المتحدة جيرار أرو بالرسالة ردًا على الدبلوماسي السوري بشار الجعفري.

## حياته الخاصة
والده هو سليمان بن أحمد بن إبراهيم بن سليمان الوحش. أقامت عائلة الأسد في القرداحة، وهي بلدة علوية في منطقة سنجق اللاذقية الجبلية التابعة للدولة العثمانية. وكانوا ينتمون إلى قبيلة الكلبية.
كان علي معروفًا بحماية الضعفاء، وفي العشرينيات من القرن الماضي ساعد اللاجئين الفارين من محافظة حلب السابقة عندما تنازلت فرنسا عن أجزاء منها لتركيا. وهو واحد من العلويين القلائل المتعلمين في قريته، والشخص الوحيد في قريته الذي اشترك في صحيفة. أطلق على علي لقب (الأسد)، واعتمد لقبًا له في عام 1927.
تزوج علي ثلاث مرات وأنجب أحد عشر طفلاً على مدى ثلاثة عقود. زوجته الأولى سعدة من منطقة الحفة أنجب منها ثلاثة أبناء وبنتان. أما زوجته الثانية ناعسة فتصغره بعشرين عامًا وهي ابنة عثمان عبود من قرية القطيلبية الواقعة على بعد حوالي 12 كيلومترًا أعلى الجبل وأنجب منها ابنة وخمسة أبناء. أحدهم هو حافظ الذي وُلد في 6 أكتوبر 1930.